# Anisodes imperialis
Anisodes imperialis är en fjärilsart som beskrevs av Emilio Berio 1937. Anisodes imperialis ingår i släktet Anisodes och familjen mätare. Inga underarter finns listade i Catalogue of Life.